# 鹿島槍ヶ岳
鹿島槍ヶ岳（かしまやりがたけ）は、富山県黒部市、中新川郡立山町および長野県大町市にまたがる後立山連峰（飛騨山脈）の標高2,889 mの山。中部山岳国立公園内にある。後立山連峰の盟主とされる。

## 概要
山頂は南峰(標高2,889 m)と北峰(標高2,842 m)からなる双耳峰で、吊尾根と呼ばれるなだらかな稜線で繋がっている。山頂部は森林限界を越える高山帯で、1922年(大正11年)10月12日に多くの高山植物が自生する白馬岳や五竜岳を含む周辺の西面は「白馬連山高山植物帯」の特別天然記念物に指定された。剱岳・立山・唐松岳と並び、日本では数少ない氷河の現存する山である。
日本百名山、花の百名山、新・花の百名山の一つに選定されている。旧北安曇郡にあった旧美麻村を代表する山として鹿島槍ヶ岳の眺望が『信州ふるさと120山』の一つに選定されている。

## 山名の由来
古い異名では、越中の奥山廻り御用がこの山を後立山（ごりゅうざん）と呼び、江戸時代後期の国境見回りの記録絵図には祖母谷を経由する登路を記している。
鹿島は平家の落武者が住んだと伝えられている麓の集落の地名である。その鹿島は周辺の地域を襲った大地震や水害を避けるため鹿島明神を勧請したことに由来している。
大正初期に陸地測量部が、この鹿島集落にある尖った山頂の山を飛騨山脈南部の槍ヶ岳に対して「鹿島槍ヶ岳」と呼ぶようになった伝えられている。信州側では、双耳峰であることに由来する「背比べ岳」や、大冷沢の源頭部に現れるツルとシシの雪形の模様に由来した「鶴ヶ岳（ツル岳）」と「シシ岳」と呼ばれていた。北東斜面の谷部の「カクネ里」は平家の落武者の隠れ里が転訛したものと伝えられている。

## 人間とのかかわり
- 1843年（天保14年）7月 - 佐伯有次郎が小川温泉から検分登山を行った[17]。
- 1889年（明治22年）9月 - 農商務省地質調査所の大塚専一が後立山連峰縦走時に登頂した[18][3]。
- 1909年（明治42年）8月5日 - 三枝威之助が黒部の大黒鉱山側から登頂し、信州側の冷沢へ下山した[3][17]。
- 1917年（大正6年）8月30日 - 田部重治が槍ヶ岳へ縦走の際に登頂[19][17]。
- 1919年（大正8年） - 平村により、2間9尺の石室の種池小屋（現在の「種池山荘」）が建造された[20]。
- 1922年（大正11年）10月12日 - 多くの高山植物が自生している白馬岳や五竜岳を含む周辺の西面は「白馬連山高山植物帯」の特別天然記念物に指定された[8]。
- 1926年（大正15年）4月 - 第一高等学校旅行部の田辺和雄、塩川三千勝、石原巌によって積雪期初登攀がなされた[3][7][16]。
- 1929年（昭和4年） - 冷池山荘が「平村営冷池小屋」として開業した[20]。
- 1930年（昭和5年）8月 - 冠松次郎らが東尾根を初登攀。
- 1930年12月18日 - 立教大学山岳部が厳冬期に初登頂した[3][17]。
- 1931年（昭和6年）2月 - 加藤文太郎が厳冬期に登頂[21]。
- 1931年3月 - 立教大学の堀田弥一らが宇奈月温泉が厳冬期に登頂し、富山県側からの厳冬期初登頂とされている[3]。
- 1931年秋 - 京都大学のパーティーがカクネ里から北壁に取付き北峰に登攀した[3]。
- 1932年（昭和7年） - 五竜岳との鞍部の八峰キレットに「キレット小屋」が建造された[22]。
- 1934年（昭和9年）夏 - 深田久弥が小林秀夫と登頂[7]。
- 1934年12月4日 - 鹿島槍ヶ岳を含む飛騨山脈の大部分の山域が、環境省により「中部山岳国立公園」に指定された[23]。
- 1935年（昭和10年） - 浪速高等学校の今西寿雄らが北壁を初登攀した[6][17]。
- 1936年（昭和11年） - 東京商科大学のパーティーが荒沢奥壁を初登攀した[6]。
- 1940年（昭和15年）8月16日 - 久邇宮家彦王一行が、白馬岳から蓮華岳へ縦走した際に登頂[24]。
- 1967年（昭和42年） - 数年に渡り、柏原正泰らにより柏原新道の開拓作業が行れた[20]。
- 2018年（平成30年）- カクネ里雪渓が日本で4例目の氷河であることが確定した[10]。

## 環境

### 地質
フォッサマグナに西縁に位置し、隆起により山脈が形成された。山頂部はアダメロ斑岩からなり、大部分の山体は角閃石黒雲母花崗岩からなる。東面は日本海の北西から季節風により大量の積雪があり、氷期の氷河により氷食作用で急峻な斜面が形成された。西面は東面と比較するとならだかで非対称山稜となっている。北峰から延びる天狗尾根の北側の鹿島川の支流である大川沢源流部のカクネ里には万年雪が見られる。カクネ里に氷河が現存するのか立山カルデラ砂防博物館の研究員により調査が行われ、2018年1月にカクネ里雪渓が国内4例目の氷河であることが確定した。

### 植物相
山の上部は森林限界のハイマツ帯で、オヤマノエンドウ、シナノキンバイ、タカネツメクサ、タカネマツムシソウ、タカネミミナグサ（学名：Cerastium rubescens Mattf. var. koreanum (Nakai) E.Miki f. takedae (H.Hara) S.Akiyama）、チングルマ、トウヤクリンドウ、ハクサンフウロなどの多くの高山植物が自生し、ライチョウやホシガラスなどが生息している。周辺は豪雪地帯であり、東側にはいくつかのスキー場がある。

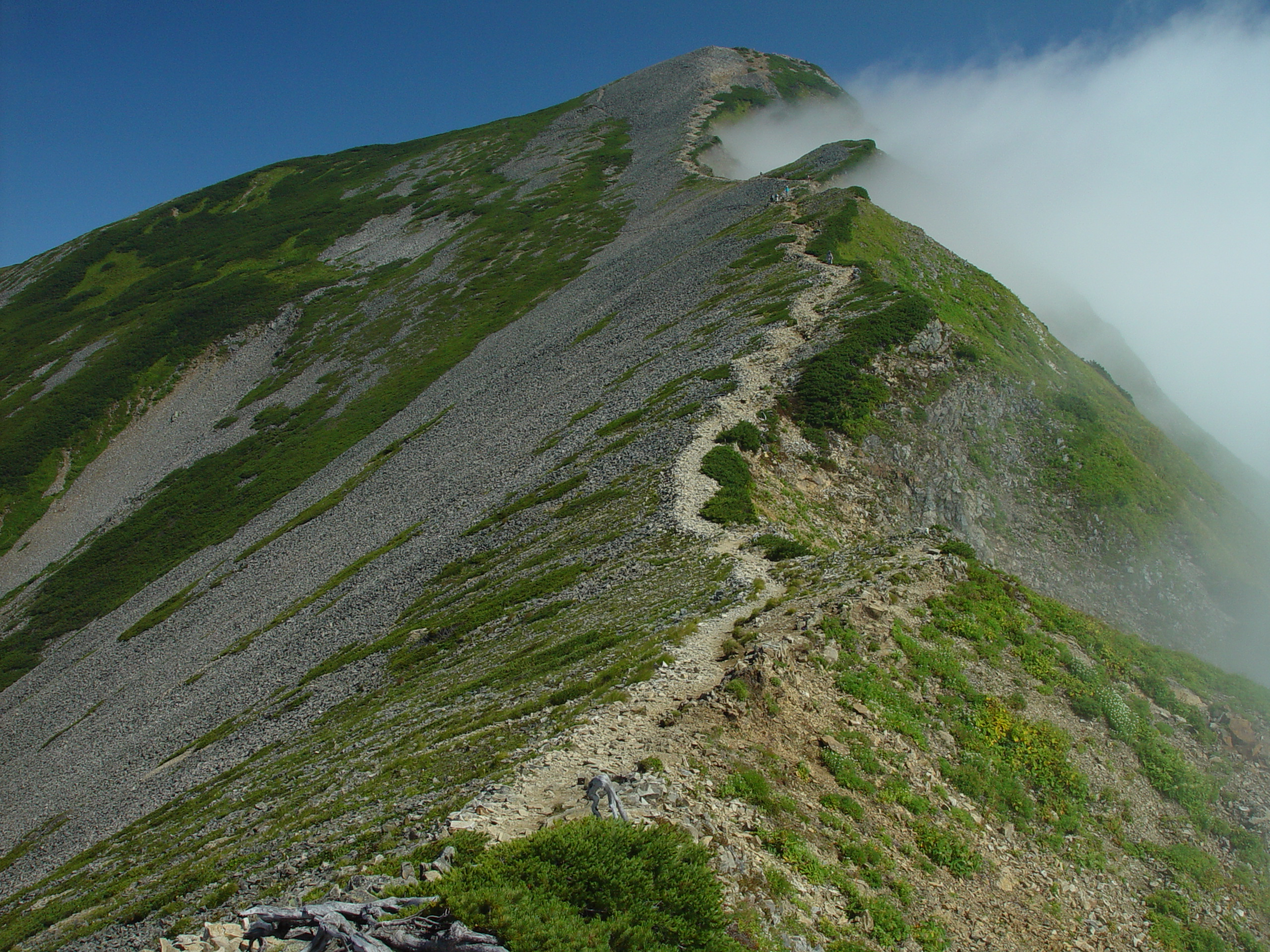
森林限界の山頂部にはハイマツが分布する
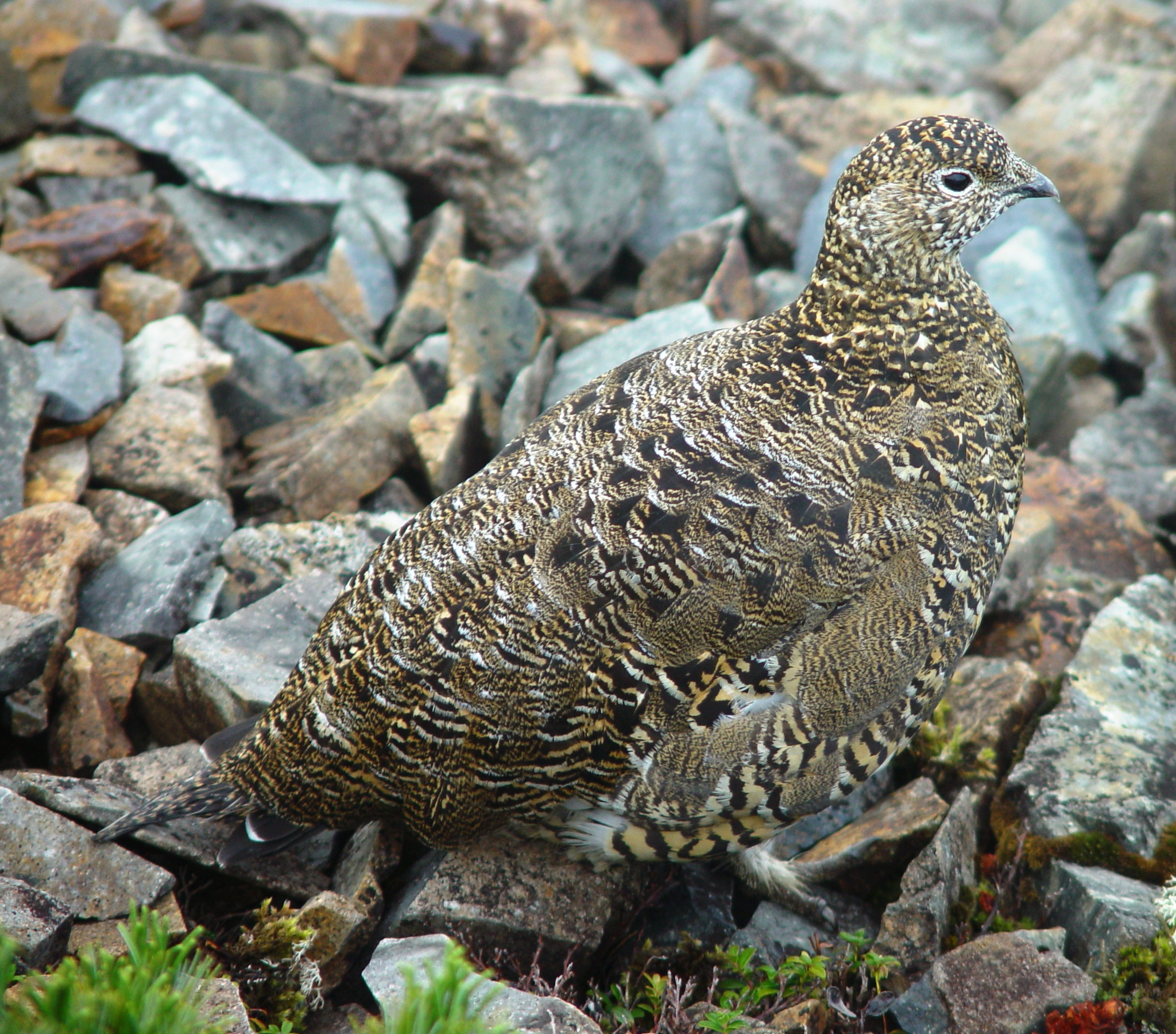
周辺の高山帯に生息するライチョウ（夏羽のメス）
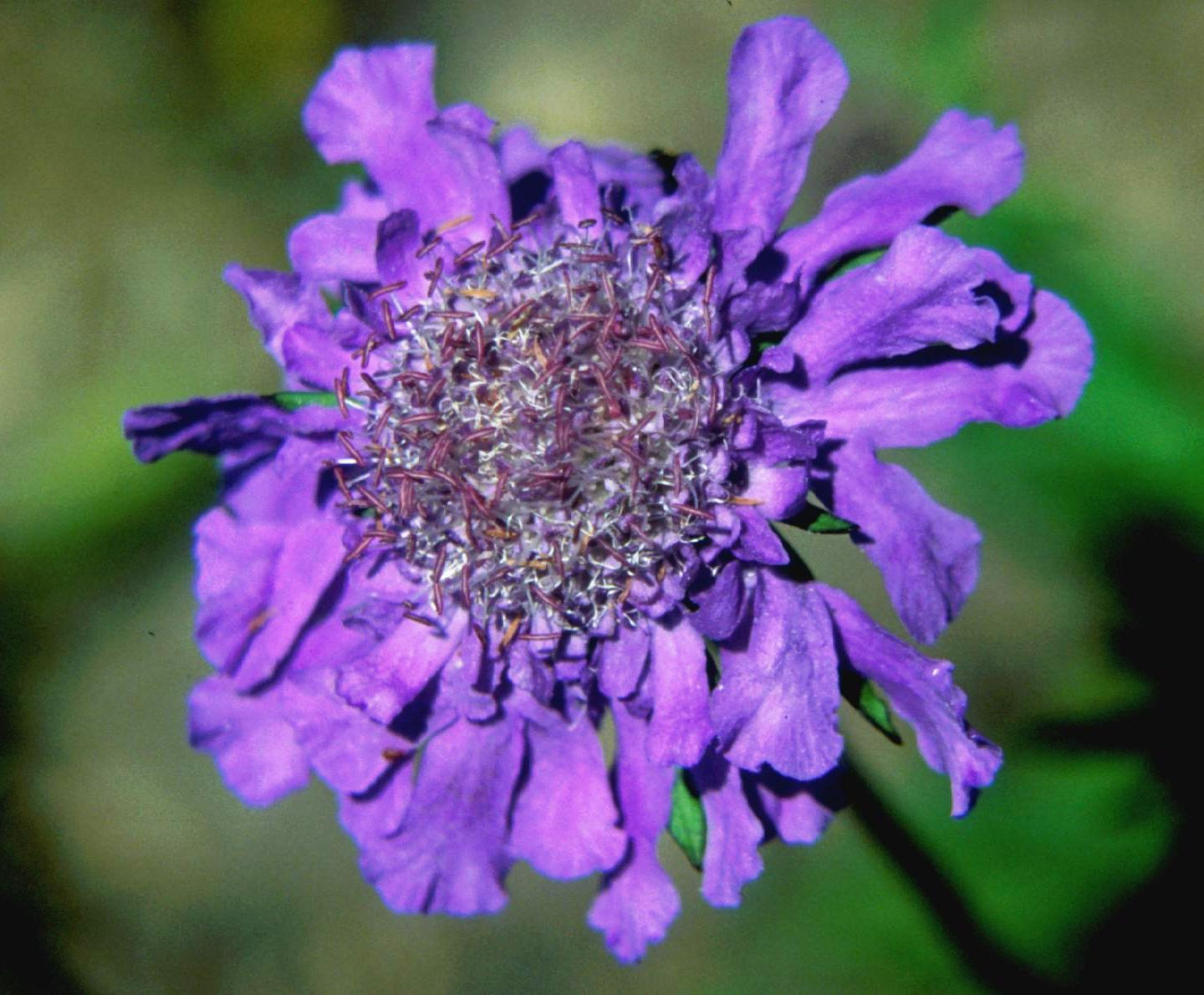
高山植物のタカネマツムシソウ、布引山にて
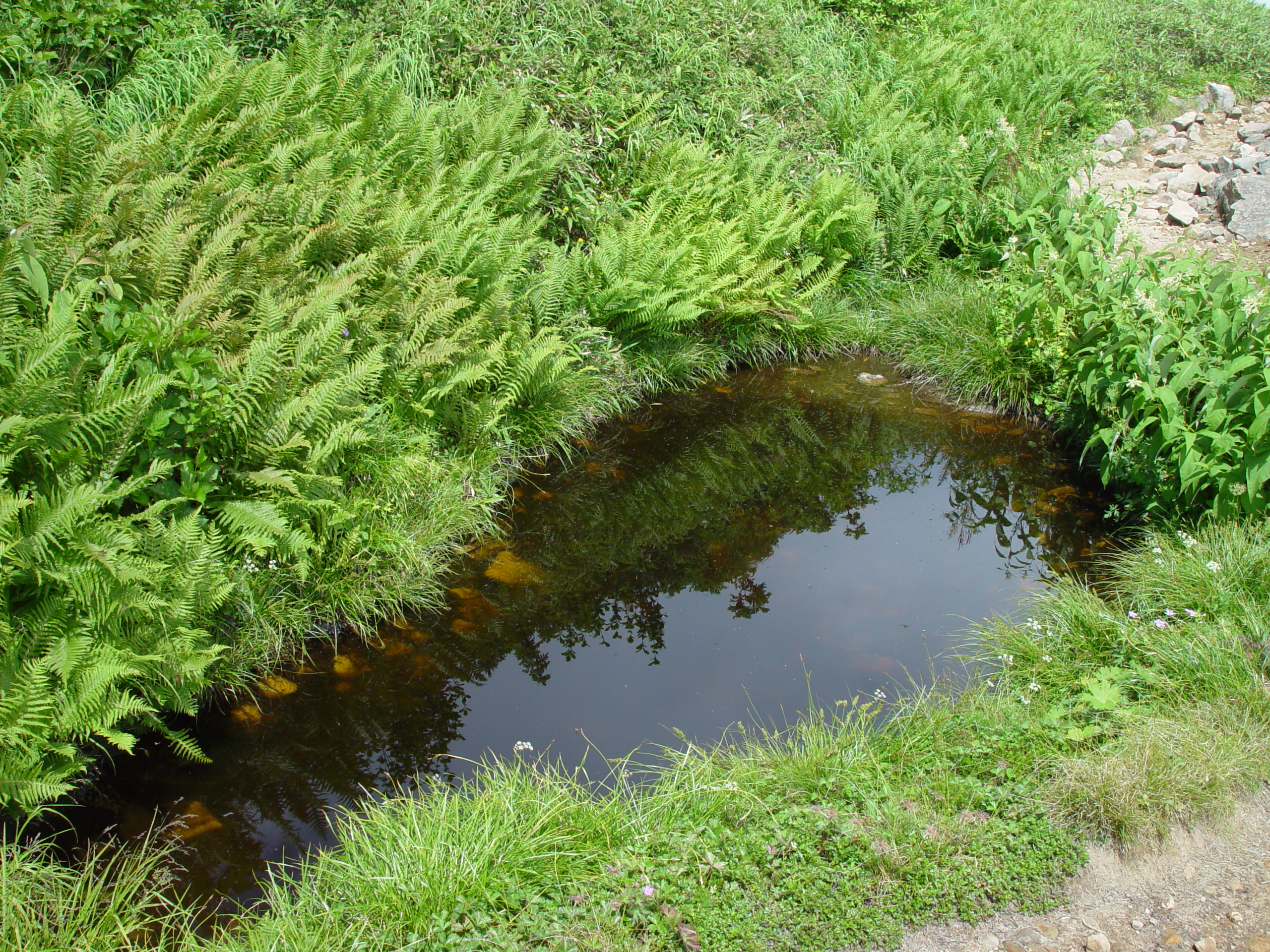
冷池の池塘

### 地理

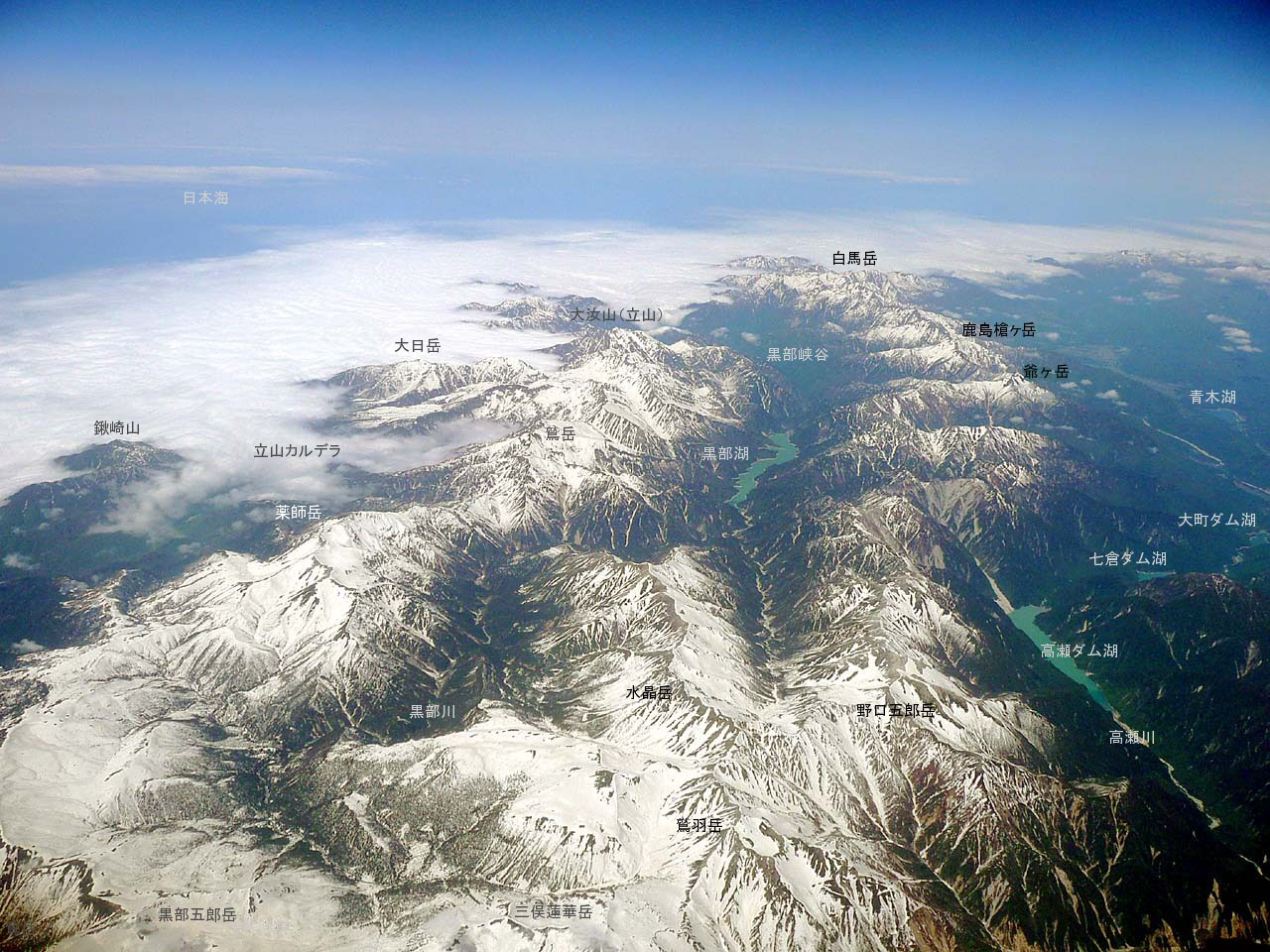
黒部川源流部と写真右上の鹿島槍ヶ岳がある峰が後立山連峰

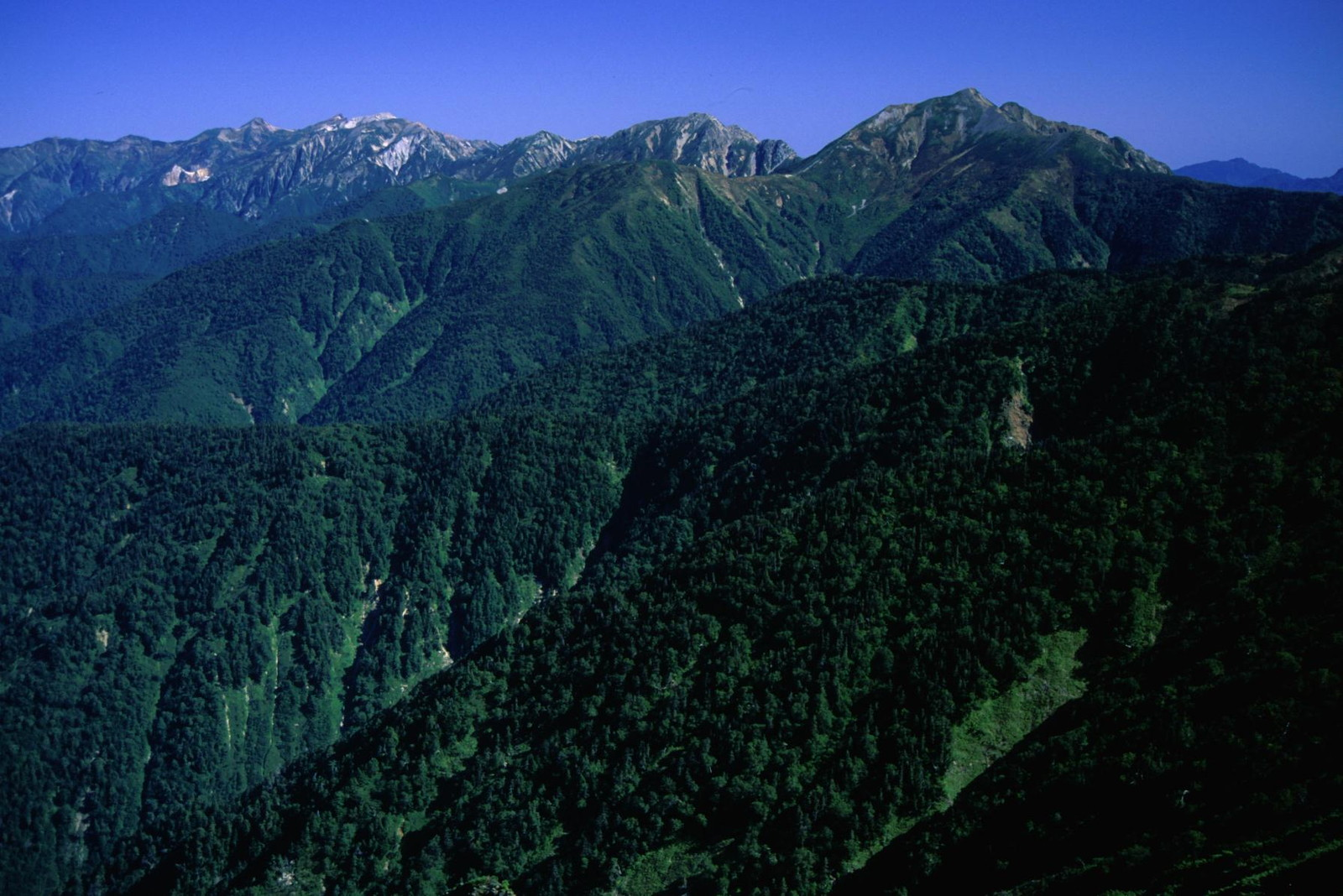
鳴沢岳から望む後立山連峰の山並み、右側が鹿島槍ヶ岳、五竜岳、唐松岳、白馬岳へと稜線が延びる。

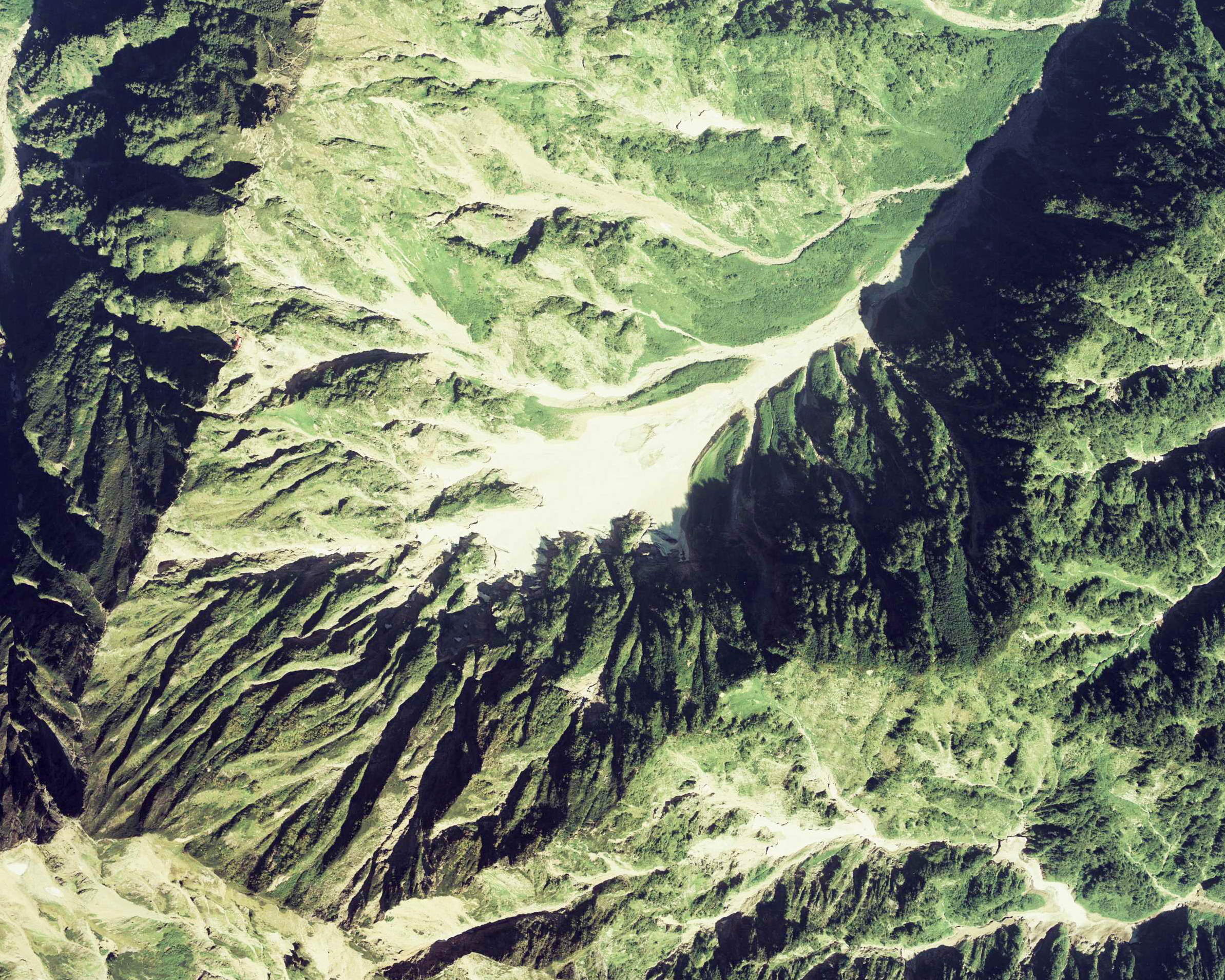
カクネ里氷河の空中写真。1977年9月17日撮影。。

飛騨山脈（北アルプス）の北部に位置し、後立山連峰中央部の主稜線の富山県と長野県の県境上にある。山頂（南峰）の約0.5 km東北東に北峰がある。北峰から南東に東尾根が延び、その途中から北東に天狗尾根が分岐する。天狗尾根の北側には「カクネ里」と呼ばれカール地形のU字形の谷部があり、遅くまで雪渓が残る。南峰からは南東に鎌尾根が分岐し、西側の牛首山方面に尾根が延びる。南側の連なる稜線の布引山の南面には線状凹地（荒沢奥壁）があり、小さな池塘の池の「冷池」がある。

### 周辺の山
後立山連峰の西側には黒部川を挟んで剱岳と立山などの立山連峰が対峙し、両者は南側へ稜線が延び三俣蓮華岳で合流する。
| 山容                                                                                 | 山名       | 標高 (m) | 三角点等級 基準点名                 | 鹿島槍ヶ岳からの 方角と距離(km) | 備考                            |
| ------------------------------------------------------------------------------------ | ---------- | -------- | ----------------------------------- | ------------------------------- | ------------------------------- |
| 鹿島槍ヶ岳から望む五竜岳                                                             | 五竜岳     | 2,814    |                                     | 北 3.8                          | 日本百名山                      |
| 爺ヶ岳南峰から望む鹿島槍ヶ岳                                                         | 鹿島槍ヶ岳 | 2,889.08 | 二等 「鹿島入」                     | 0                               | 日本百名山 氷河が現存           |
| 爺ヶ岳から望む布引山（左）と鹿島槍ヶ岳（右、双耳峰）、手前の稜線に山小屋（冷池山荘） | 布引山     | 2,683    |                                     | 南南西 1.0                      | [ 注釈 4 ] [ 6 ]                |
| 布引山から望む鹿島槍ヶ岳から西に延びる牛首尾根の牛首山                               | 牛首山     | 2,553    |                                     | 西 1.7                          |                                 |
| 鹿島槍ヶ岳から望む布引山から爺ヶ岳へと延びる稜線、最奥に飛騨山脈南部の槍ヶ岳         | 爺ヶ岳     | 2,669.82 | 二等 「祖父岳」                     | 南 4.0                          | 種池山荘・冷池山荘 日本三百名山 |
| 鹿島槍ヶ岳から望む剱岳、右下の三の窓雪渓には氷河が現存する                           | 剱岳       | 2,999    | （2,997.07 m） （三等「剱岳」）     | 西 11.6                         | 日本百名山                      |
| 鹿島槍ヶ岳から望む立山（左端に氷河の現存が認定された御前沢雪渓）と真砂岳（右）       | 立山       | 3,015    | （雄山2,991.59 m） （一等「立山」） | 南西 12.6                       | 富山県の最高峰 日本百名山       |

### 周辺の峠
- 八峰キレット - 五竜岳との鞍部（標高2,518 m）、山頂の1.0 km北北東に位置する。
- 冷乗越 - 布引山と爺ヶ岳との鞍部

### 源流の河川
以下が源流となる河川で、日本海へ流れる。
- 東谷、棒小屋沢 - 黒部川の支流、山頂は黒部ダムの北東10 kmに位置する。
- 大川沢、アラ沢、大冷沢 - 鹿島川の支流（信濃川水系高瀬川の支流）、大川沢の源流部の谷部は「カクネ里」と呼ばれる。

### 山容
深田久弥は1965年（昭和39年）に第16回読売文学賞（評論・伝記賞）を受賞した『日本百名山』の著書で、鹿島槍ヶ岳の山容を
と表現している。

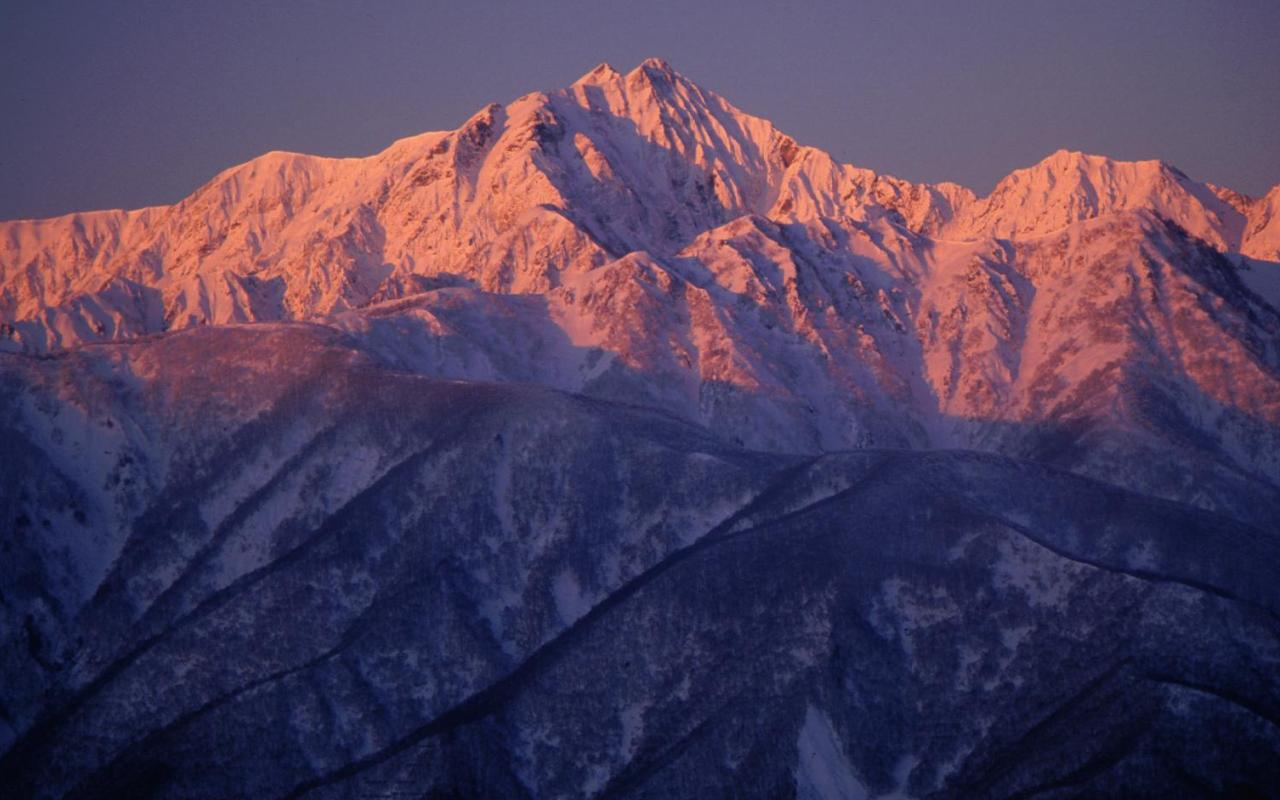
麓の白馬村から望む鹿島槍ヶ岳のモルゲンロート
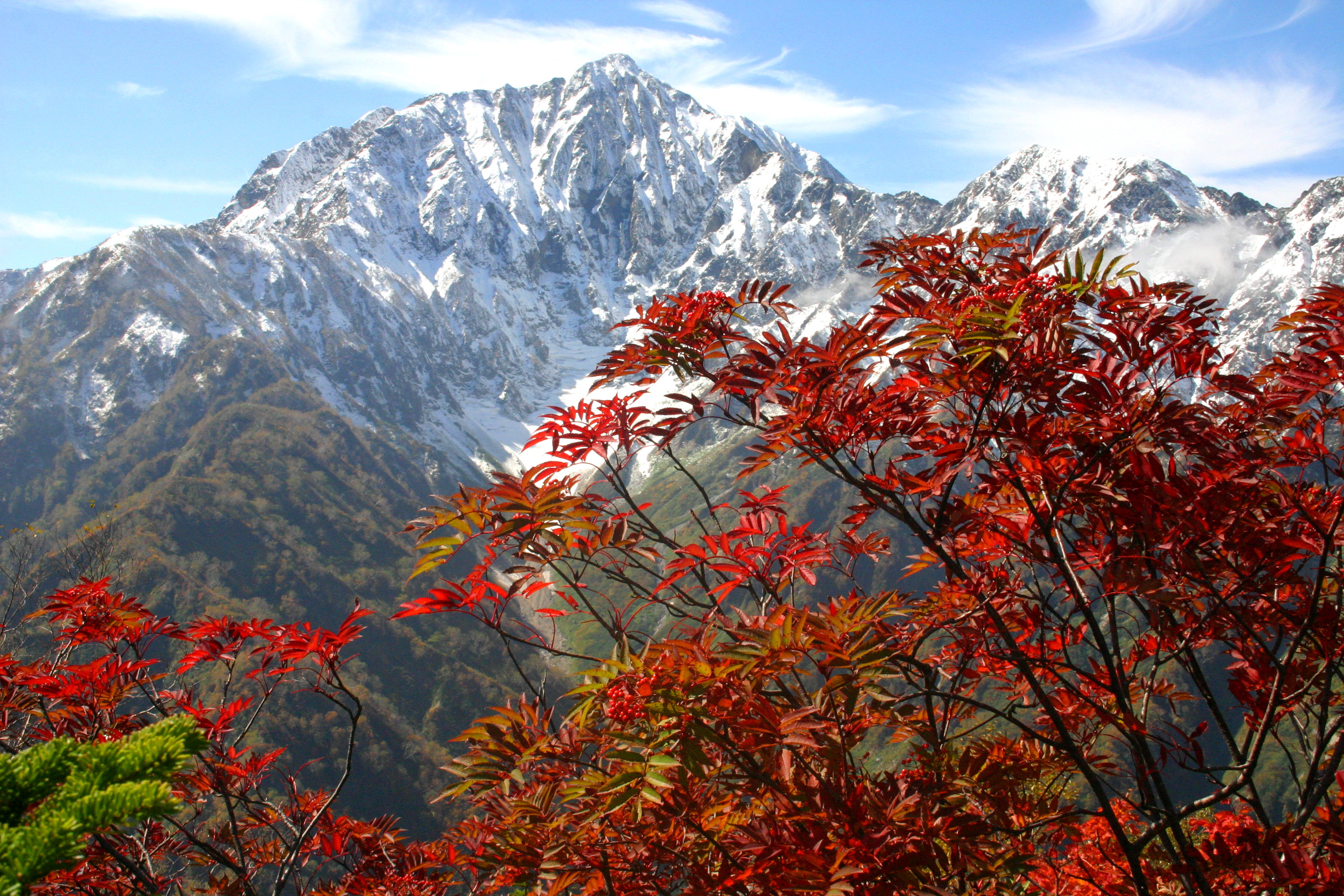
中遠見山から望む秋の鹿島槍ヶ岳とナナカマドの紅葉、中央は「カクネ里」のカール地形
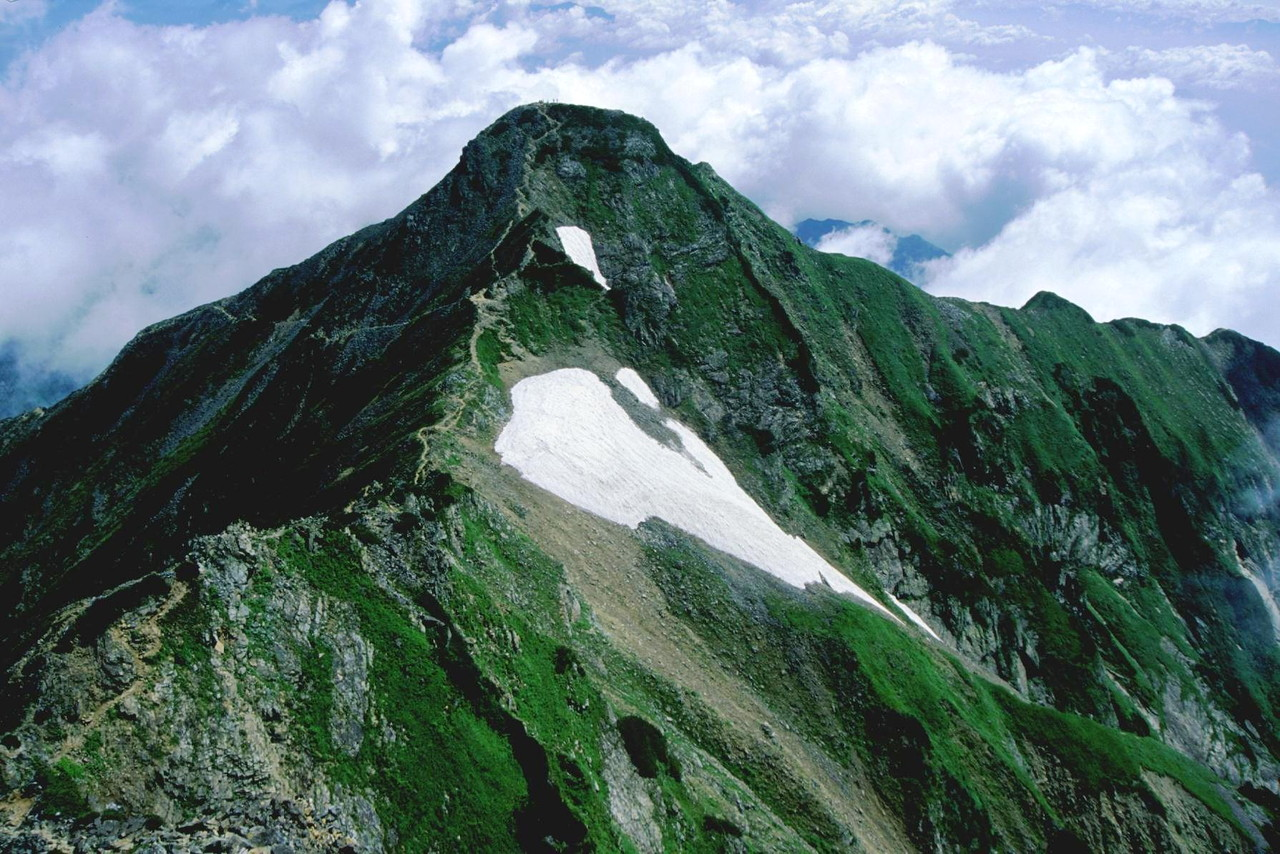
南峰から望む鹿島槍ヶ岳の北峰
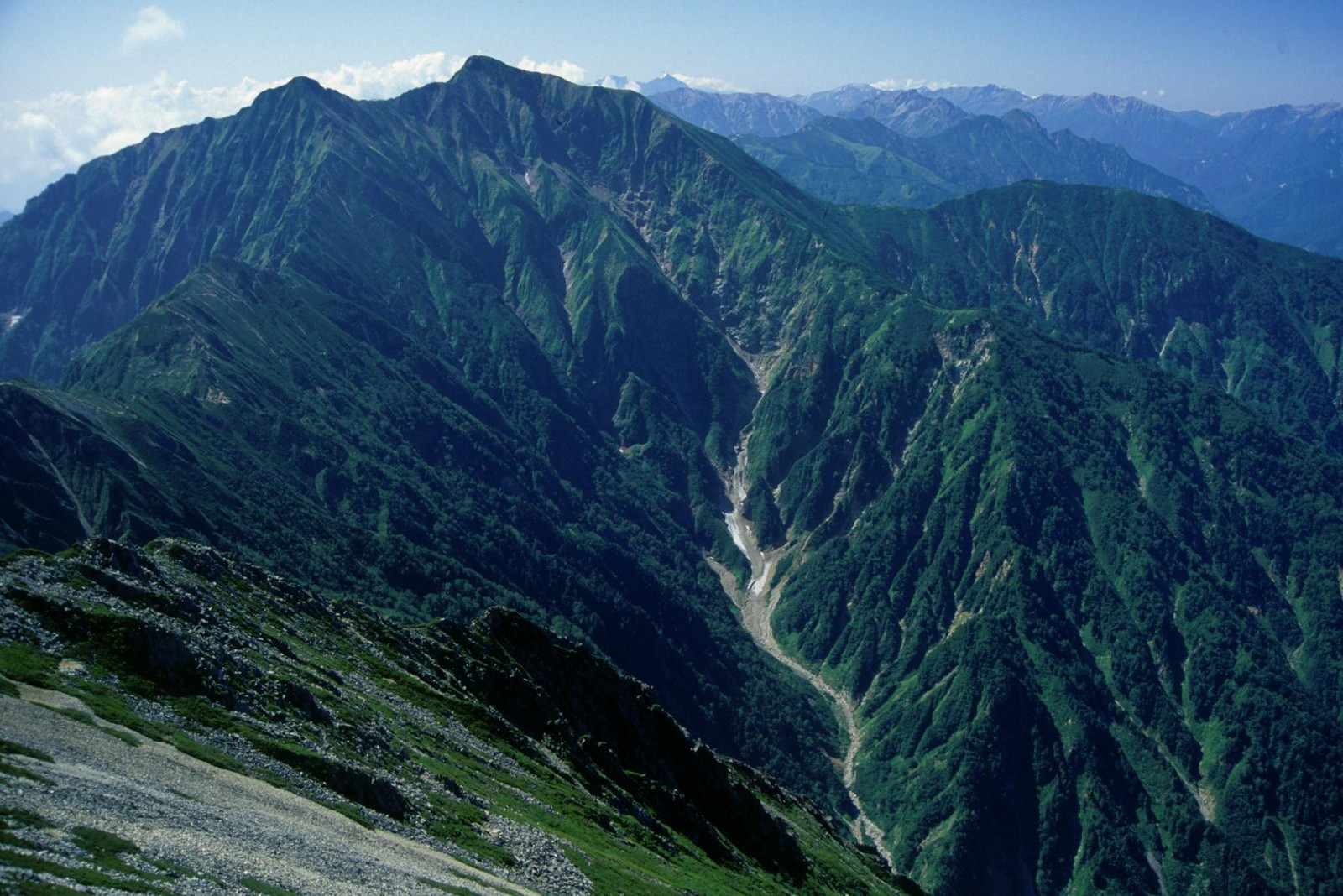
五竜岳から望む鹿島槍ヶ岳、北峰（左）と南峰（右）が吊尾根で繋がる
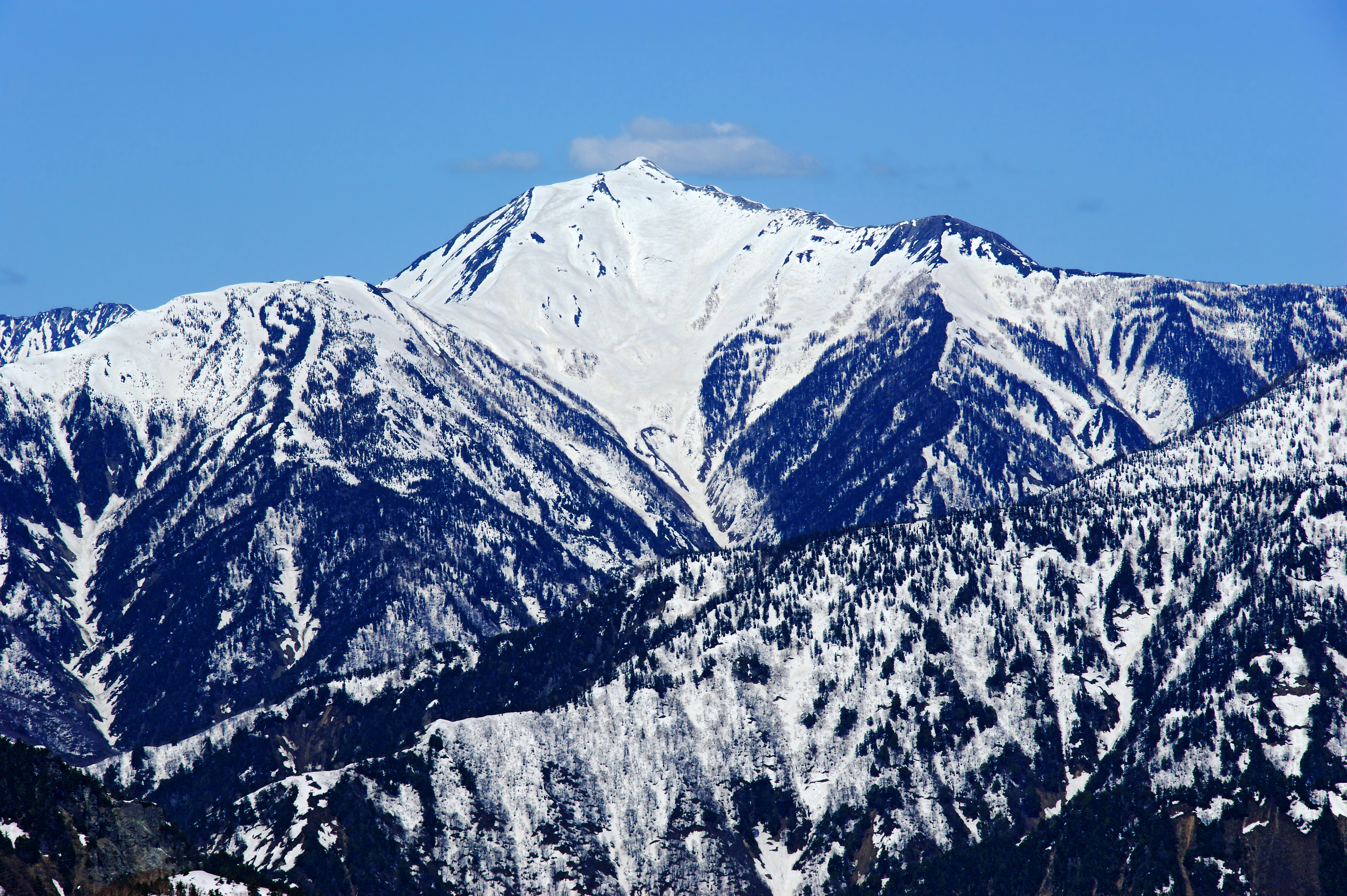
立山の大観峰から望む鹿島槍ヶ岳（南峰）

### 山頂からの展望
遮るものがない山頂（南峰の本峰）からは、西に黒部川を挟んで対峙する立山連峰、北には後立山連峰、東には頸城山塊、浅間山、八ヶ岳、富士山、南アルプスなどの山並み、南に飛騨山脈南部の山並みを望むことができる。

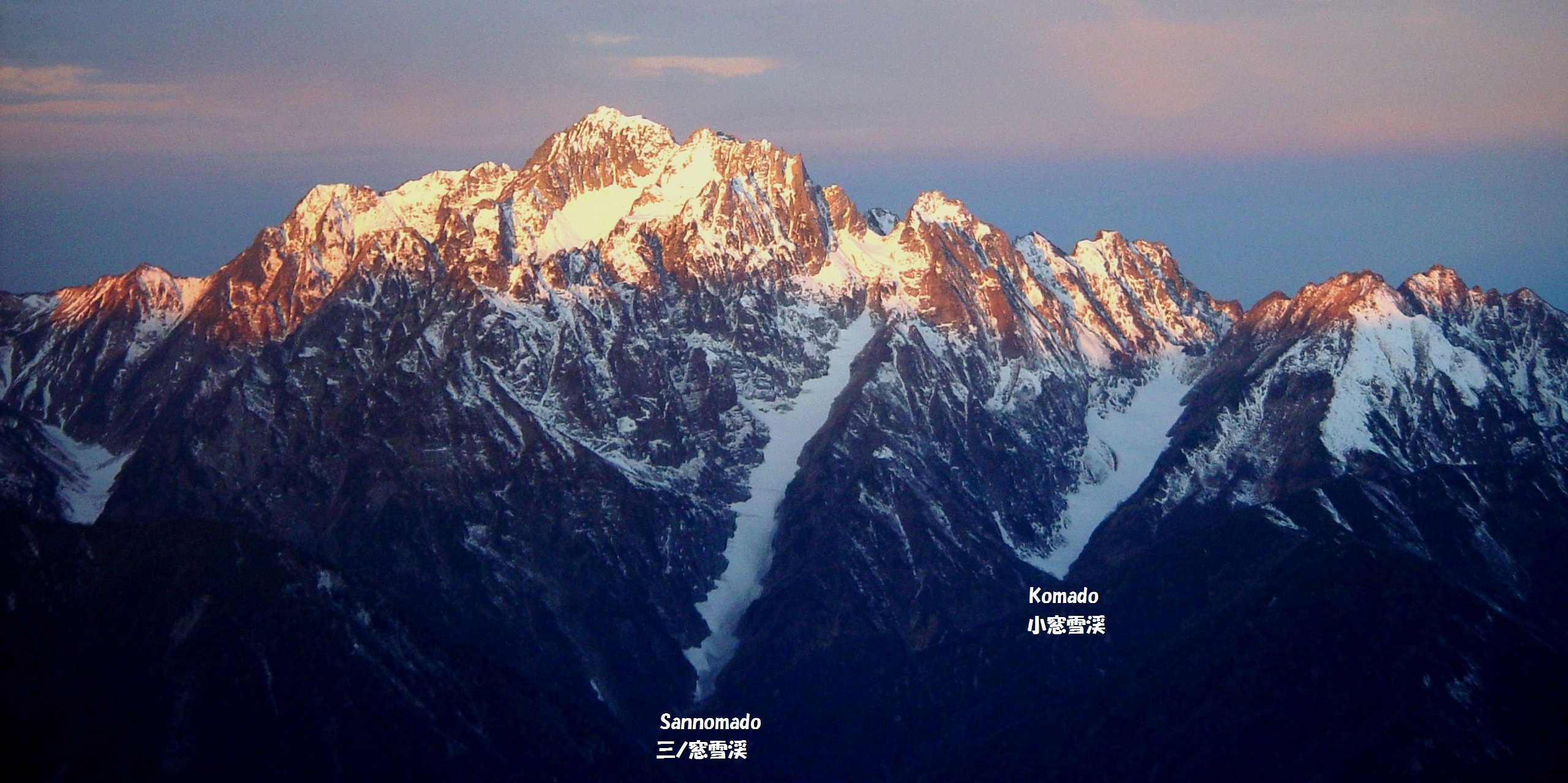
剱岳（氷河が存在する三ノ窓雪渓と小窓雪渓）
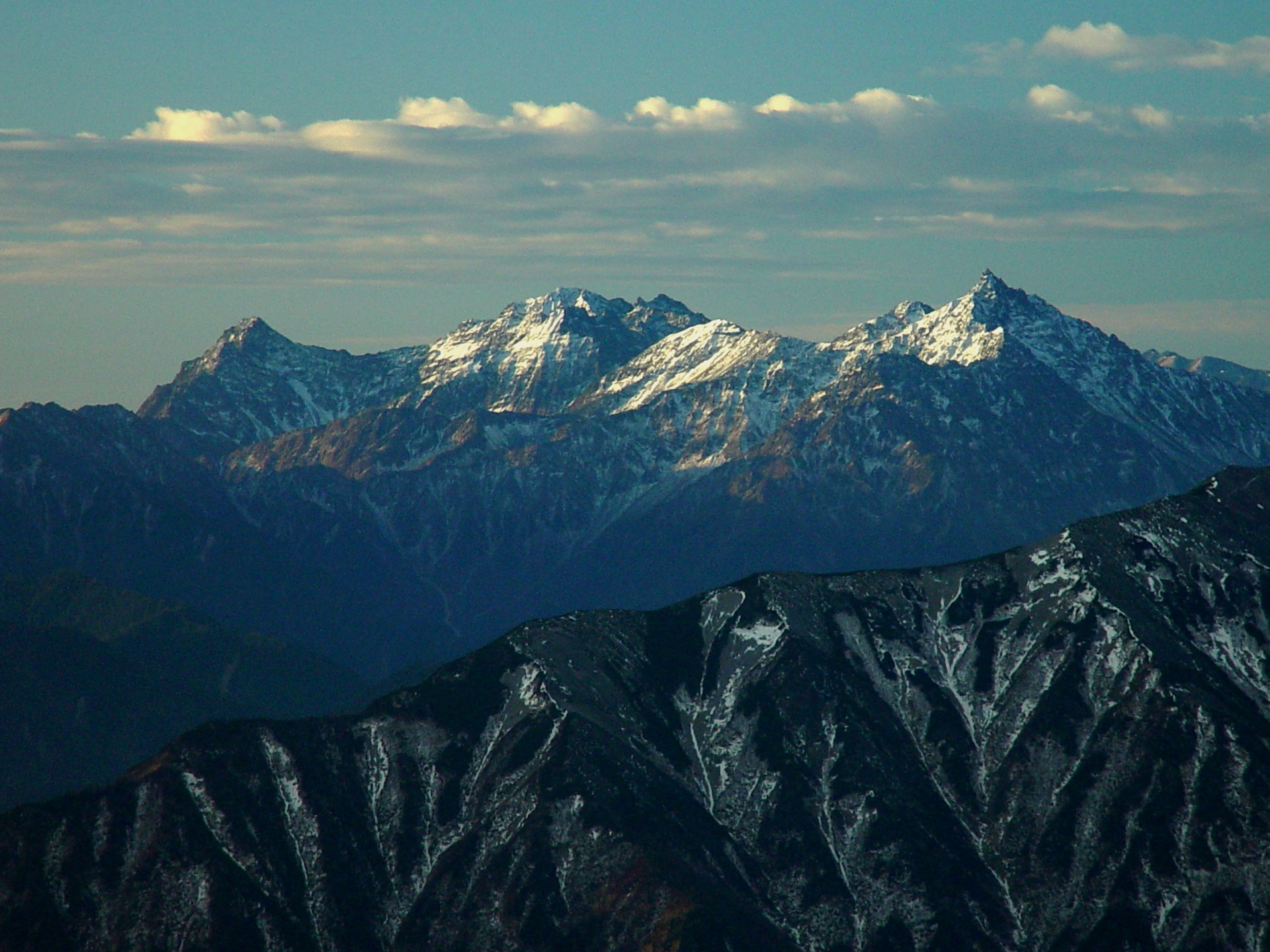
穂高岳（左）と槍ヶ岳（右）
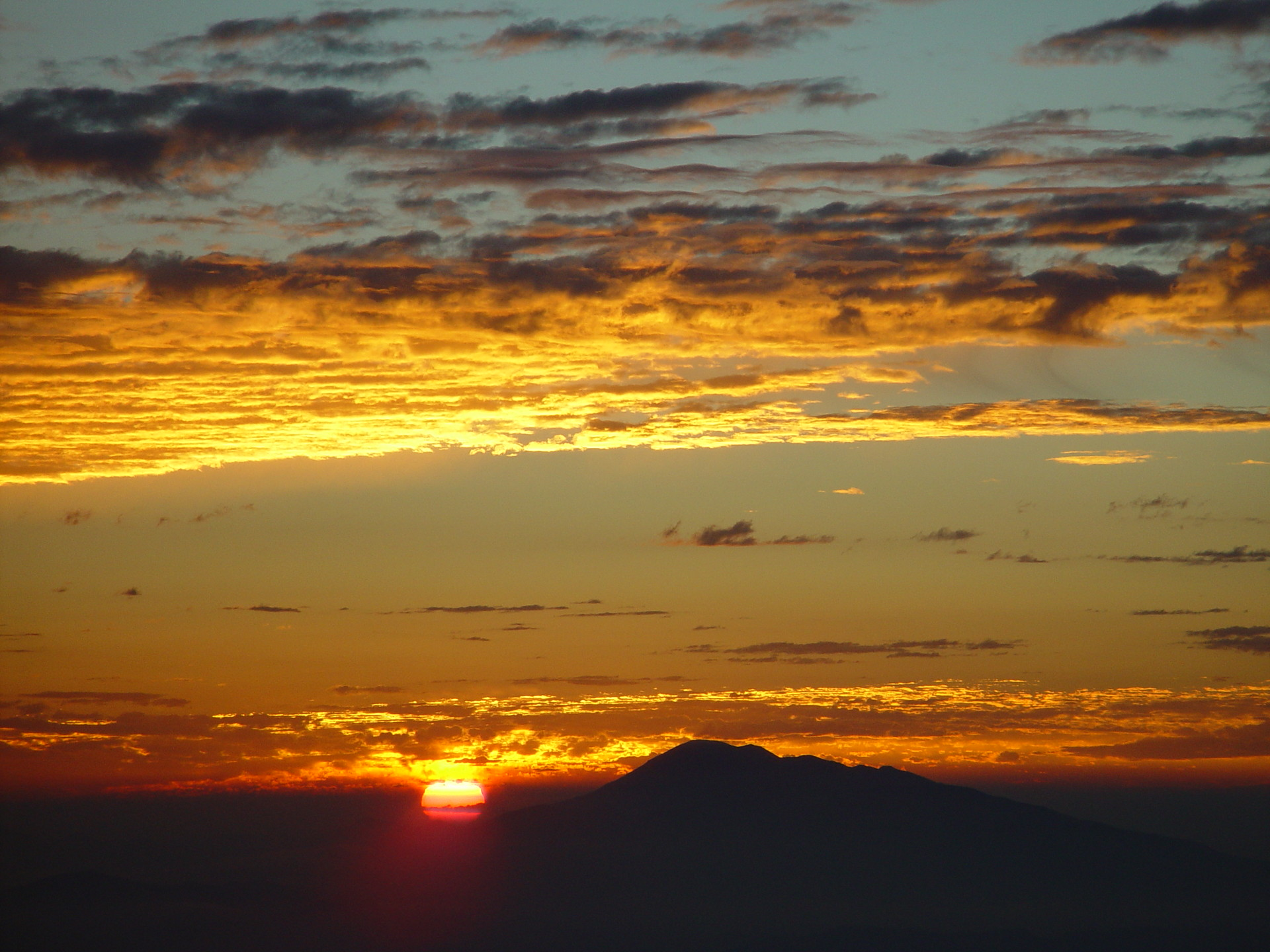
浅間山からのご来光
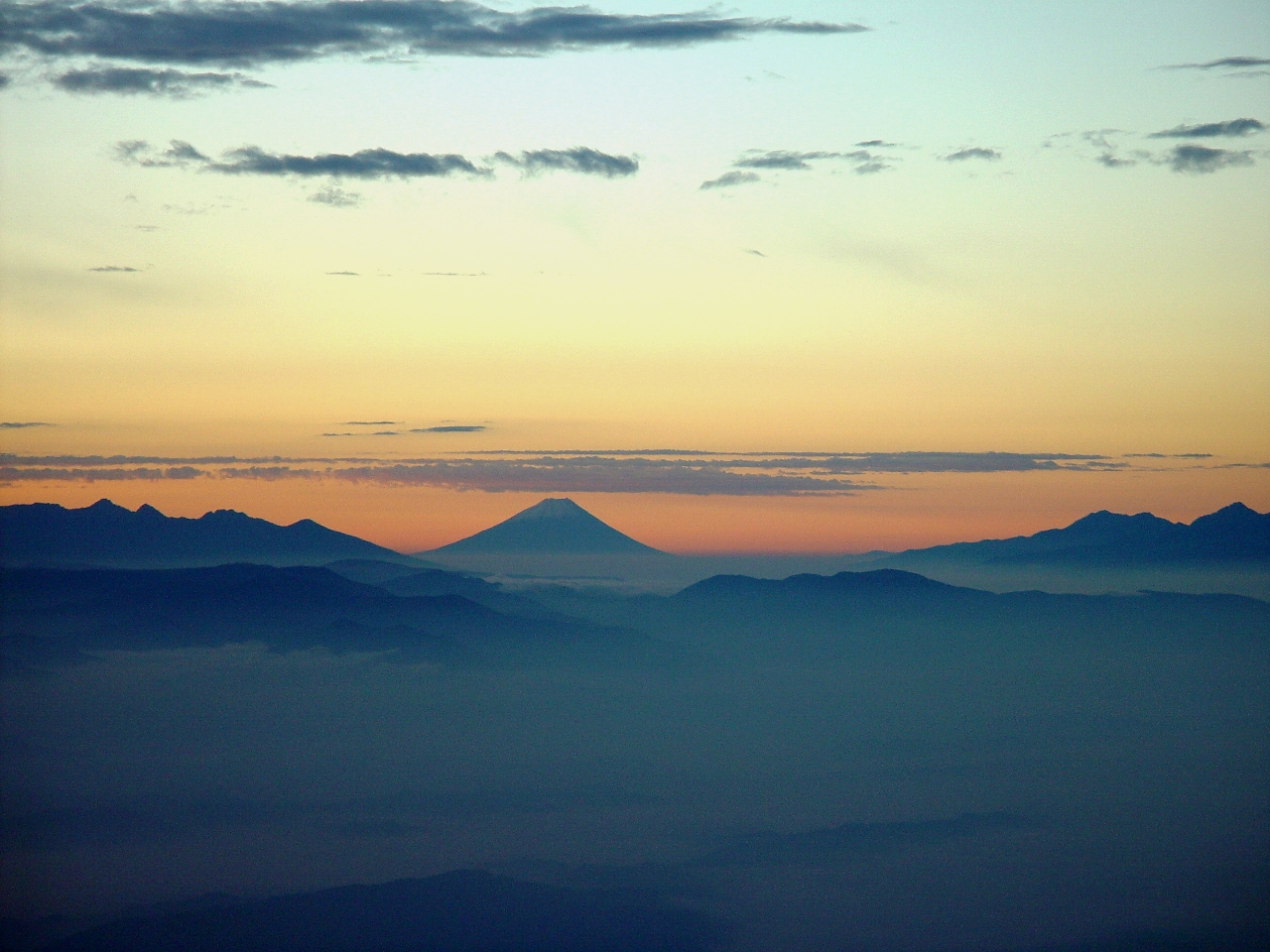
朝焼けと富士山、左が八ヶ岳、右が南アルプスの甲斐駒ヶ岳

## 登山
近代登山の対象になったのは明治の終わりで、大正末期から昭和初期にかけて大学の山岳部により登攀ルートが開拓された。信州側の岩壁と沢筋などの登攀ルートは、吉田二郎により『鹿島槍研究』にまとめられた。赤岩尾根の登山ルートの麓の鹿島集落の民宿には近代登山以降の登山者の登頂記録帳が保存されている。

### 登山ルート
扇沢からの柏原新道を利用して1泊2日で往復するか、後立山連峰縦走時に登頂されることが多い。積雪期には赤岩尾根や遠見尾根からのルートが利用されることがある。

#### 一般ルート

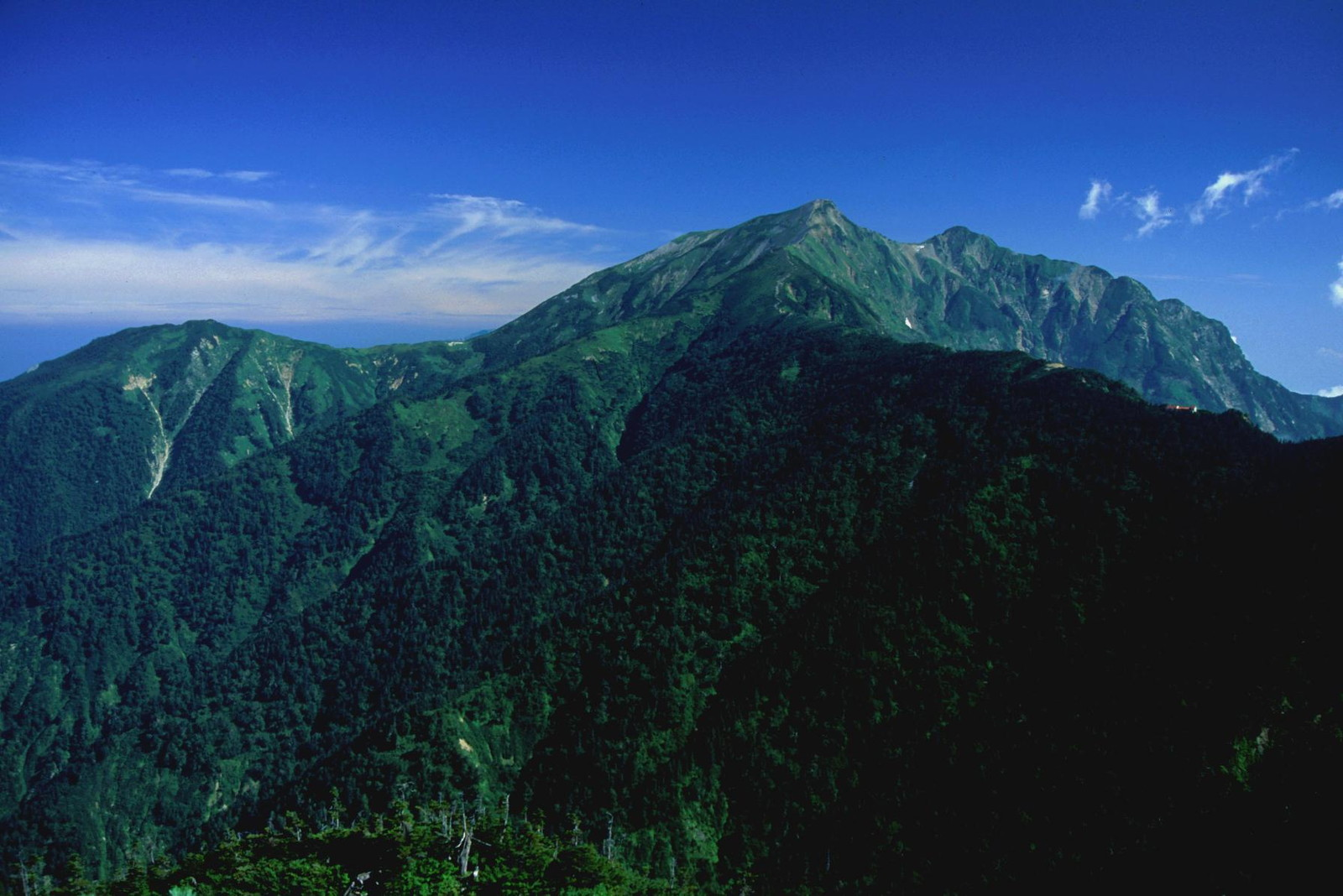
爺ヶ岳から望む鹿島槍ヶ岳（中央のピーク）から西に延びる登山道がない牛首尾根が、松本清張の小説『遭難』で遭難したルートのモチーフとされた。右中央の稜線上の布引山と爺ヶ岳との鞍部付近に冷池山荘がある。

五竜岳と鹿島槍ヶ岳の間の八峰キレットは後立山連峰の登山道（一般ルート）で最も難所とされていて、鎖や梯子のかけられている岩場であり通過には十分注意が必要である。大キレット（南岳と北穂高岳との間）と不帰キレット（鑓ヶ岳と唐松岳の間）とともに「日本三大キレット」とされている。山頂から西に延びる牛首尾根には登山道はなく、松本清張の小説『遭難』で遭難ルートのモチーフとされた。
- 後立連峰の主稜線縦走路
  - 北側の主稜線からのルート （親不知が起点となる）白馬岳 - 唐松岳 - 五竜岳 - 鹿島槍ヶ岳
  - 南側へ主稜線を歩くルート 鹿島槍ヶ岳 - 爺ヶ岳 - 針ノ木岳（北アルプスの主稜線の縦走路は槍ヶ岳を経由して焼岳へと続く）
- 柏原新道： 扇沢 - （柏原新道） - 種池山荘 - 爺ヶ岳 - 鹿島槍ヶ岳
- 赤岩尾根： 大谷原 - （赤岩尾根） - 鹿島槍ヶ岳
- 遠見尾根： 白馬五竜スキー場 - 大遠見山 - 五竜山荘 - 五竜岳 - 八峰キレット - 鹿島槍ヶ岳

#### バリエーションルート
- 天狗尾根
- 東尾根
- 鎌尾根
- 北俣本谷
- 黒部川・下ノ廊下 - 牛首尾根

#### 岩壁登攀ルート
- 北壁 （主稜、正面ルンゼ、正面尾根、中央ルンゼ、直接尾根、蝶型岩壁）
- 荒沢奥壁 （南俣尾根、荒沢尾根、南稜、北稜）

### 周辺の山小屋
稜線の鞍部などの登山道には、山小屋とキャンプ指定地がある。登山シーズン中の一部期間に有人の営業を行っている。最寄りの山小屋はキレット小屋と冷池山荘で、柏原新道の登山口周辺（扇沢駅周辺）には一般の宿泊施設がある。積雪量の多い地域であり、営業期間外には閉鎖される。

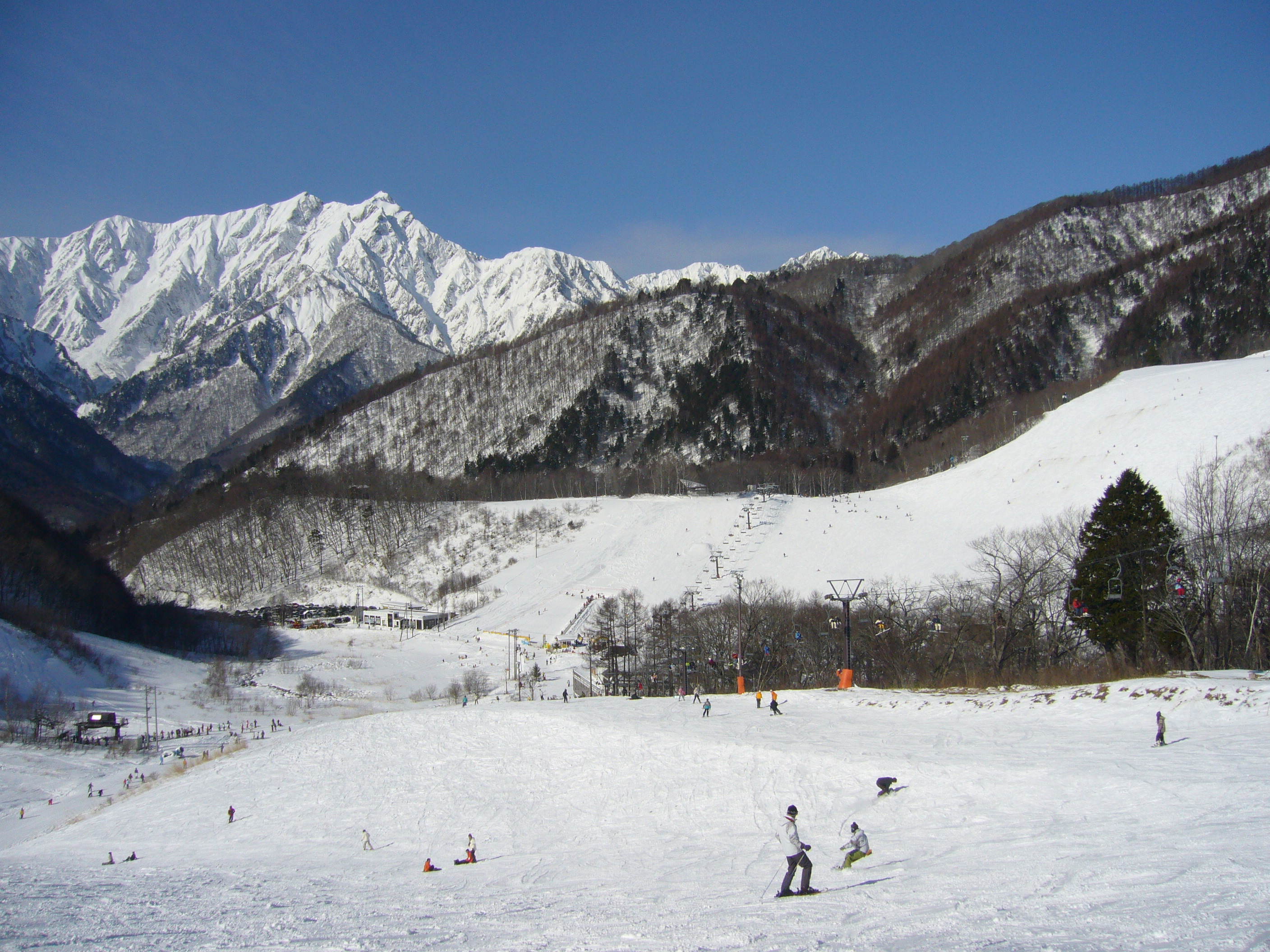
鹿島槍スキー場と鹿島槍ヶ岳

| 名称         | 所在地                     | 標高 (m) | 鹿島槍ヶ岳からの 方角と距離 (km) | 収容 人数 | キャンプ 指定地 | 備考                  |
| ------------ | -------------------------- | -------- | -------------------------------- | --------- | --------------- | --------------------- |
| 五竜山荘     | 白岳の南側の主稜線鞍部     | 2,490    | 北北東 4.5                       | 300       | テント30張      | 1951年開業            |
| キレット小屋 | 八峰キレット               | 2,470    | 北北東 1.1                       | 100       | なし            | 1932年建造            |
| 冷池山荘     | 布引山と爺ヶ岳との鞍部     | 2,410    | 南 2.4                           | 250       | テント40張      | 1929年開業 夏山診療所 |
| 種池山荘     | 岩小屋沢岳と爺ヶ岳との鞍部 | 2,450    | 南南西 4.2                       | 200       | テント20張      | 1919年建造            |

## 周辺のスキー場
- 白馬五竜スキー場 - 五竜岳の東山腹にあるスキー場。
- 鹿島槍スキー場 - 鹿島川を挟んで東側の山腹にあるスキー場、ゲレンデからは西側に鹿島槍ヶ岳を望むことができる。
- 爺ヶ岳スキー場 - 爺ヶ岳の南東山腹にあるスキー場。

## 交通アクセス
立山黒部アルペンルートの関電トンネルトロリーバス扇沢駅の北北東7.6 kmに位置する。南東山麓（爺ヶ岳の東山麓）の鹿島川右岸に長野県道325号白馬岳大町線が通る。西山腹を黒部トンネルが貫通している。
- 松本空港の北北西53.5 kmに位置する。
- JR東日本大糸線信濃大町駅の北西17.2 kmに位置する[16]。
- 長野自動車道安曇野インターチェンジの北北西39.5 kmに位置する。